# Porphyronota preissi
Porphyronota preissi är en skalbaggsart som beskrevs av Moser 1913. Porphyronota preissi ingår i släktet Porphyronota och familjen Cetoniidae. Inga underarter finns listade i Catalogue of Life.